# Lonchocarpus ellipticus
Lonchocarpus ellipticus är en ärtväxtart som beskrevs av Brother Alain. Lonchocarpus ellipticus ingår i släktet Lonchocarpus och familjen ärtväxter. Inga underarter finns listade i Catalogue of Life.